# (100738) 1998 DB12
(100738) 1998 DB12 es un asteroide perteneciente al cinturón de asteroides descubierto el 23 de febrero de 1998 por el equipo del Spacewatch desde el Observatorio Nacional de Kitt Peak, Arizona, Estados Unidos.

## Designación y nombre
Designado provisionalmente como 1998 DB12.

## Características orbitales
1998 DB12 está situado a una distancia media del Sol de 2,286 ua, pudiendo alejarse hasta 2,818 ua y acercarse hasta 1,755 ua. Su excentricidad es 0,232 y la inclinación orbital 4,171 grados. Emplea 1263,07 días en completar una órbita alrededor del Sol.

## Características físicas
La magnitud absoluta de 1998 DB12 es 16. 